# Dust to Dust
Albums de Heavenly
Sign of the Winner
(2001) Virus
(2006)
Dust to Dust est le troisième album de Heavenly sorti le 12 janvier 2004 sous le label Noise Records.
Dans la version japonaise, le titre ...Dust to Dust est chanté en japonais.

## Liste des titres
Tous les morceaux de l'album sont écrites par Ben Sotto sauf indication contraire.
| 1.    | Ashes To Ashes...                       | Pierre-Emmanuel Pélisson, Ben Sotto | 1:53 |
| 2.    | Evil                                    |                                     | 6:12 |
| 3.    | Lust For Life                           |                                     | 6:14 |
| 4.    | Victory (Creature Of The Night)         |                                     | 6:51 |
| 5.    | Illusion Part I                         |                                     | 2:06 |
| 6.    | Illusion Part II (The Call Of The Wild) |                                     | 4:59 |
| 7.    | The Ritual                              | Frédéric Leclercq                   | 0:52 |
| 8.    | Keepers Of The Earth                    | Frédéric Leclercq, Ben Sotto        | 6:15 |
| 9.    | Miracle                                 |                                     | 9:06 |
| 10.   | Fight For Deliverance                   |                                     | 6:57 |
| 11.   | Hands Of Darkness                       | Frédéric Leclercq                   | 5:31 |
| 12.   | Kingdom Come                            |                                     | 8:10 |
| 13.   | ...Dust To Dust                         |                                     | 4:51 |
| 69:57 |                                         |                                     |      |

## Membres
- Ben Sotto - Chant
- Charley Corbiaux - Guitare
- Frédéric Leclercq - Guitare
- Pierre-Emmanuel Pélisson - Basse
- Maxence Pilo Batterie